# Гяда, Сигитас
Сиги́тас Зигмас Гяда́ (лит. Sigitas Zigmas Geda; 4 февраля 1943, д. Патярай Алитусский уезд Каунасский городской округ, Генеральный округ Литва, Рейхскомиссариат Остланд, Нацистская Германия — 12 декабря 2008, Вильнюс, Литва) — литовский поэт, драматург, эссеист, литературный критик, переводчик; лауреат Государственной премии Литовской ССР (1985), Национальной премии Литвы по культуре и искусству (1994), Премии Правительства Литовской Республики (1997), Ятвяжской премии (1997), Премии Балтийской академии (1998).

## Биография
Родился в деревне Патярай (ныне Лаздияйский район). В 1966 году закончил отделение литовской филологии Вильнюсского государственного университета. В том же году вышел его дебютный сборник стихотворений. В 1967 году был принят в Союз писателей Литвы.
Работал в редакциях еженедельника «Калба Вильнюс» („Kalba Vilnius“; «Говорит Вильнюс») и журнала «Мусу гамта» („Mūsų gamta“; «Наша природа», 1967—1976). Уволенный из-за своих политических взглядов, писал пьесы для детей, сценарии, либретто, статьи.
В 1988—1990 годах (по другим сведениям в 1988—1991 годах) был ответственным секретарём Союза писателей Литвы. Участник инициативной группы Саюдиса и его активный деятель. В 1988—1990 годах был членом совета Сейма Саюдиса. В 1989—1990 годах — депутат Съезда народных лепутатов СССР и депутат Верховного Совета СССР.
С 1992 года был редактором отдела литературы еженедельной газеты «Шяурес Атенай» („Šiaurės Atenai“; «Северные Афины»).
Жил в Вильнюсе. Помимо различных литературных премий и премий в области культуры, был награждён офицерским крестом ордена Великого князя Литовского Гядиминаса (1998). Незадолго до смерти судом был признан виновным в причинении вреда здоровью своей дочери. Похоронен на Антакальнском кладбище.

## Творчество
Публиковать стихи начал с 1959 года. Дебютная книга стихов „Pėdos“ («Следы») вышла в 1966 году. С 1967 года был членом Союза писателей Литвы. Автор свыше десяти книг стихотворений и поэм, книг стихов для детей, нескольких сборников статей, ряда либретто, сценария музыкального фильма режиссёра Арунаса Жебрюнаса «Чёртова невеста» по повести Казиса Боруты «Мельница Балтарагиса» (1974).
Написал совместно с Саулюсом Шальтянисом пьесу «Коммунары» (поставлена в 1977 году).
По мотивам поэмы «Страздас» (1967) с либретто самого же Гяды ставилась опера-поэма „Strazdas — žalias paukštis“ (музыка Бронюса Кутавичюса; 1984). Написал либретто оперы „Kaulo senis ant geležinio kalno“ Кутавичюса (поставлена в 1976 году), а также к его же ораториям „Panteistinė oratorija“ (1970), „Paskutinės pagonių apeigos“ (1978), „Pasaulio medis“ (1987), „Magiškasis sanskrito ratas“ (1998). С либретто Сигитаса Гяды по трагедии Шекспира «Ромео и Джульетта» ставилась рок-опера Кястутиса Антанелиса «Любовь и смерть в Вероне» (1982; 1996).
За книгу избранных стихотворений и поэм „Varnėnas po mėnuliu“ («Скворец под луной», 1984) удостоен Государственной премии Литовской ССР (1985).

## Переводы
Перевёл на литовский язык «Песнь песней»; книга вышла с предисловием Эдуардаса Межелайтиса и иллюстрациями Стасиса Красаускаса (1983). Переводил стихи Корнея Чуковского, Сергея Есенина, Иосифа Бродского, Марины Цветаевой, Геннадия Айги, Пауля Целана, Георга Тракля, Иоганнеса Бобровского, Артюра Рембо, Шарля Бодлера, Франсуа Вийона, Омара Хайяма, Адама Мицкевича, Чеслава Милоша, Новалиса, „Vita nuova“ Данте, «Книгу скорбных песнопений» св. Григора Нарекаци, сонеты Шекспира, произведения армянских, венгерских (Ласло Надь), греческих и других поэтов. Неоднозначные оценки вызвал его вольный перевод Корана (2008).
Книги стихов Сигитаса Гяды выходили в переводах на английский, латышский, немецкий, норвежский, польский, русский, армянский и другие языки. На русский язык стихотворения Гяды переводили Георгий Ефремов, Владимир Микушевич (журнал «Даугава», 1988), Дмитрий Щедровицкий и другие поэты.

## Издания

### Книги стихов и поэм
- Pėdos: eilėraščiai. Vilnius: Vaga, 1966.
- Strazdas: poema. Vilnius: Vaga, 1967.
- Užmigę žirgeliai: eilėraščiai. Vilnius: Vaga, 1970.
- 26 rudens ir vasaros giesmės: eilėraščiai. Vilnius: Vaga, 1972.
- Mėnulio žiedai: eilėraščiai. Vilnius: Vaga, 1977.
- Baltojo Nieko dainelės: eilėraščiai. Vilnius: Vaga, 1977.
- Mėlynas autobusiukas: eilėraščiai. Vilnius: Vaga, 1980.
- Žydinti slyva Snaigyno ežere: eilėraščiai. Vilnius: Vaga, 1981.
- Varnėnas po mėnuliu: eilėraščiai ir poemos. Vilnius: Vaga, 1984.
- Vasara su peliuku Miku: eilėraščiai. Vilnius: Vaga, 1984.
- Mamutų tėvynė: eilėraščiai ir poemos. Vilnius: Vaga, 1985.
- Baltoji varnelė: eilėraščiai. Vilnius: Vyturys, 1985.
- Praniukas pramaniūgas: trumpi ir ilgi eilėraščiai. Vilnius: Vyturys, 1986.
- Žalio gintaro vėriniai: eilių romanas. Vilnius: Vaga, 1988.
- Karalaitė ant svarstyklių: poemos ir eilėraščiai. Vilnius: Vyturys, 1989.
- Septynių vasarų giesmės: eilėraščiai. Vilnius: Vaga, 1991.
- Močiutės dainos: eilėraščiai. Vilnius: Vyturys, 1991.
- Babilono atstatymas: eilėraščiai. Vilnius: Vaga, 1994.
- Eilėraščiai: eilėraščiai. Vilnius: Baltos lankos, 1997.
- Valkataujantis katinas: 101 eilėraštis vaikams. Vilnius: Lietuvos rašytojų sąjungos leidykla, 1997.
- Jotvingių mišios: eilėraščiai. Vilnius: Andrena, 1997.
- Gedimino valstybės fragmentas: eilėraščiai. Vilnius: Vyturys, 1997.
- Skrynelė dvasioms pagauti: eilėraščiai. Vilnius: Vaga, 1998.
- Valkataujantis katinas : eilėraščiai. Vilnius: Lietuvos rašytojų sąjungos leidykla, 1999.
- Baltoji varnelė: eilėraščiai. 2-asis leidimas. Vilnius: Alma littera, 2000.
- Sokratas kalbasi su vėju: eilėraščiai. Vilnius: Lietuvos rašytojų sąjungos leidykla, 2001.
- Žiemos biopsija: eilėraščiai. Vilnius: Vaga, 2002.
- Po aštuoniolikos metų: atsisveikinimas su Jabaniškėmis: eilėraščiai. Vilnius: Presvika, 2003.
- Strazdelio dainos: vieno gyvenimo rinktinė. Vilnius: Kronta, 2005.
- Testamentas mažai mergaitei: kai kas mažiems, kai kas ir…: 75 eilėraščiai. Vilnius: Trys žvaigždutės, 2006.
- Aukso karietaitė: eilėraščiai vaikams. Vilnius: Kronta, 2006.
- Miegantis Teodendronas: senieji jotvingių eilėraščiai. Vilnius: Lietuvos rašytojų sąjungos leidykla, 2006.

#### В русском переводе
- Скворец под луной: Стихотворения и поэмы. Москва : Советский писатель, 1989. 93, [1] с. ISBN 5-265-00824-1.
- Гяда С. Ущербная Луна — осенняя богиня. Вильнюс: Вага, 1986. в пер. Ефремов Г. И., Щедровицкий Д. В.

### Пьесы
- Dainuojantis ir šokantis mergaitės vieversėlis: 7 pjesių rinkinys. Vilnius: Vaga, 1981.

### Эссеистика и проза
- Ežys ir Grigo ratai: žodžiai apie kitus. Vilnius: Vaga, 1989.
- Man gražiausias klebonas — varnėnas: pokalbiai apie poeziją ir apie gyvenimą. Vilnius: Vyturys, 1998.
- Žydintys lubinai piliakalnių fone: septynių vasarų dienoraščiai. Vilnius: Seimo leidykla, 1999.
- Siužetą siūlau nušauti: esė rinkinys. Vilnius: Baltos lankos, 2002.
- Adolėlio kalendoriai: dienoraščiai, gyvavaizdžiai, užrašai, tyrinėjimai. Vilnius: Lietuvos rašytojų sąjungos leidykla, 2003.

## Награды
- Лауреат фестиваля «Весна поэзии» (1982)
- Государственная премия Литовской ССР (1985)
- Лауреат Национальной премии Литвы в области культуры и искусства (1994)
- Ятвяжская премия (1994)
- Национальная премия за книги поэзии «Летние песни семи лет» („Septynių vasarų giesmės“) и «Восстановление Вавилона» („Babilono atstatymas“) (1995)
- премия Правительства Литовской Республики в области искусства (1997)
- Офицер ордена Великого князя Литовского Гядиминаса (1998)
- премия Балтийской ассамблеи в области литературы за творческие метаморфозы последних трёх лет (1998)
- премия Габриэле Пяткявичайте-Бите за книгу «Цветущий люпин на фоне городища» (2000)
- Офицер ордена Трёх звёзд (Латвия, 12 марта 2001 года)[8]
- премия Союза писателей Литвы за лучшую книгу 2001 года (2002)
- Кавалер Большого креста ордена «За заслуги перед Литвой» (2003)